# Montgomery (Illinois)
Montgomery és una població dels Estats Units a l'estat d'Illinois. Segons el cens del 2000 tenia 5.471 habitants.

## Demografia
Segons el cens del 2000, Montgomery tenia 5.471 habitants, 2.164 habitatges, i 1.465 famílies. La densitat de població era de 329,5 habitants/km².
Dels 2.164 habitatges en un 30,9% hi vivien nens de menys de 18 anys, en un 54,5% hi vivien parelles casades, en un 9,6% dones solteres, i en un 32,3% no eren unitats familiars. En el 27,3% dels habitatges hi vivien persones soles l'11,9% de les quals corresponia a persones de 65 anys o més que vivien soles. El nombre mitjà de persones vivint en cada habitatge era de 2,52 i el nombre mitjà de persones que vivien en cada família era de 3,1.
Per edats la població es repartia de la següent manera: un 24,4% tenia menys de 18 anys, un 8,3% entre 18 i 24, un 30,1% entre 25 i 44, un 22,6% de 45 a 60 i un 14,5% 65 anys o més.
L'edat mediana era de 37 anys. Per cada 100 dones de 18 o més anys hi havia 91,8 homes.
La renda mediana per habitatge era de 51.028 $ i la renda mediana per família de 61.319 $. Els homes tenien una renda mediana de 50.167 $ mentre que les dones 26.875 $. La renda per capita de la població era de 23.395 $. Aproximadament el 3,7% de les famílies i el 3,7% de la població estaven per davall del llindar de pobresa.

## Poblacions properes
El següent diagrama mostra les poblacions més properes.